# Euphorbia velleriflora
Euphorbia velleriflora es una especie de planta fanerógama de la familia de las cactáceas. Es nativa del norte y centro de México hasta Guatemala.

## Hábitat
Se encuentra a orillas de caminos o en parcelas de cultivo. Matorral xerófilo y selva baja caducifolia.

## Descripción
Es una planta herbácea, con pelos largos y blancos. Alcanza hasta 30 cm de largo. El tallo es rastrero, muy ramificado, sin hojas en su parte basal. Las hojas son opuestas, de hasta 1 cm de largo, ovadas a casi cuadrangulares, con la base asimétrica y el ápice redondeado, con el margen aserrado. La inflorescencia con las flores agrupadas en las axilas de las hojas.
Las flores de estas plantas se encuentran muy modificadas; la estructura que parece una flor, es decir la que lleva el ovario y los estambres, es en realidad una inflorescencia llamada ciatio, que en su interior lleva numerosas flores masculinas (representadas exclusivamente por estambres desnudos) y una flor femenina (representada por un ovario con 3 estilos cortos, cada uno dividido en 2 ramas, el ovario sobre una larga columna); estos ciatios tienen forma de copa, de color verde o rojizo, con 4 glándulas en su borde.  El fruto es una cápsula trilobada que al madurar se separa en 3 partes, cada una se abre para dejar salir su única semilla.
Características especiales: Con abundante líquido lechoso (látex) que brota de cualquier herida.

## Taxonomía
Euphorbia velleriflora fue descrita por (Klotzsch & Garcke) Boiss. y publicado en Prodromus Systematis Naturalis Regni Vegetabilis 15(2[1]): 40–41. 1862.
Etimología
Ver: Euphorbia
velleriflora: epíteto latino 
Sinonimia
- Anisophyllum velleriflorum Klotzsch & Garcke (1860).
- Chamaesyce velleriflora (Klotzsch & Garcke) Millsp. (1916).[3][4]

## Nombre común
- Castellano: Golondrina blanca.